# Da Derrty Versions: The Reinvention
Albums de Nelly
Nellyville
(2002) Sweat
(2004)
Singles
1. Iz U
Sortie : 2003
2. Tip Drill
Sortie : 2003
3. Work It (Reinvention)
Sortie : 2004
4. E.I. (Reinvention)
Sortie : 2004

Da Derrty Versions: The Reinvention est un album de remixes de Nelly, sorti le 25 novembre 2003.
Cet opus est une compilation de remixes d'anciens tubes du rappeur. Pour bien marquer la différence qui sépare ces remixes de ses tubes, il a décidé de les nommer « Les Réinventions », considérant avoir retravailler ses titres comme de nouvelles chansons. Il contient notamment Iz U, un morceau qui devait figurer sur Nellyville, et If, enregistré avec les Neptunes pour l'album Presents the Clones. Par ailleurs, le clip de Tip Drill, le second single après Iz U, a provoqué une controverse aux États-Unis en raison de son contenu hautement dégradant pour les femmes : on y voit Nelly passer une carte de crédit entre les fesses d'une des danseuses à la fin du clip.
L'album s'est classé 6e au Top R&B/Hip-Hop Albums et 12e au Billboard 200.

## Liste des titres
| No  | Titre | Contient un (des) sample(s) de     | Durée |
| --- | --- | ---------------------------------- | ----- |
| 1.  | Intro |                                    | 1:24  |
| 2.  | Country Grammar (Jason « Jay-E » Epperson Remix) (featuring E-40)                                           |                                    | 4:58  |
| 3.  | Iz U | The Big One d'Alan Tew             | 5:40  |
| 4.  | E.I. (David Banner Remix)                                                                                   |                                    | 5:03  |
| 5.  | Ride Wit Me (Jay-E Remix) (featuring City Spud)                                                             |                                    | 4:28  |
| 6.  | Batter Up (Jay-E Remix) (featuring Ali, Murphy Lee, Chocolate Ty, King Jacob, The Professional et Jung Tru) |                                    | 6:56  |
| 7.  | If |                                    | 3:18  |
| 8.  | Hot in Herre (Basement Beats Remix)                                                                         |                                    | 3:45  |
| 9.  | Dilemma (Jermaine Dupri Remix) (featuring Kelly Rowland et Ali)                                             |                                    | 5:06  |
| 10. | King's Highway                                                                                              |                                    | 5:30  |
| 11. | Groovin' Tonight (featuring Ali, City Spud et Brian McKnight)                                               |                                    | 4:25  |
| 12. | Air Force Ones (David Banner Remix) (featuring David Banner et 8 Ball)                                      |                                    | 5:09  |
| 13. | Work It (Scott Storch Remix) (featuring Justin Timberlake)                                                  |                                    | 4:12  |
| 14. | #1 (Remix) (featuring Clipse et Postaboy)                                                                   |                                    | 5:07  |
| 15. | Pimp Juice (Jay-E Remix) (featuring Ron Isley)                                                              | Curtains de The Jeff Lorber Fusion | 6:00  |
| 16. | E.I. (The Tip Drill Remix)                                                                                  | Where They At de DJ Jimi           | 6:25  |